# Hedgeley
Hedgeley – civil parish w Anglii, w hrabstwie Northumberland. W 2011 civil parish liczyła 363 mieszkańców. W obszar civil parish wchodzą także Beanley, Bolton, Crawley, Powburn, Shawdon i Titlington.